# 科學技術館 (日本)

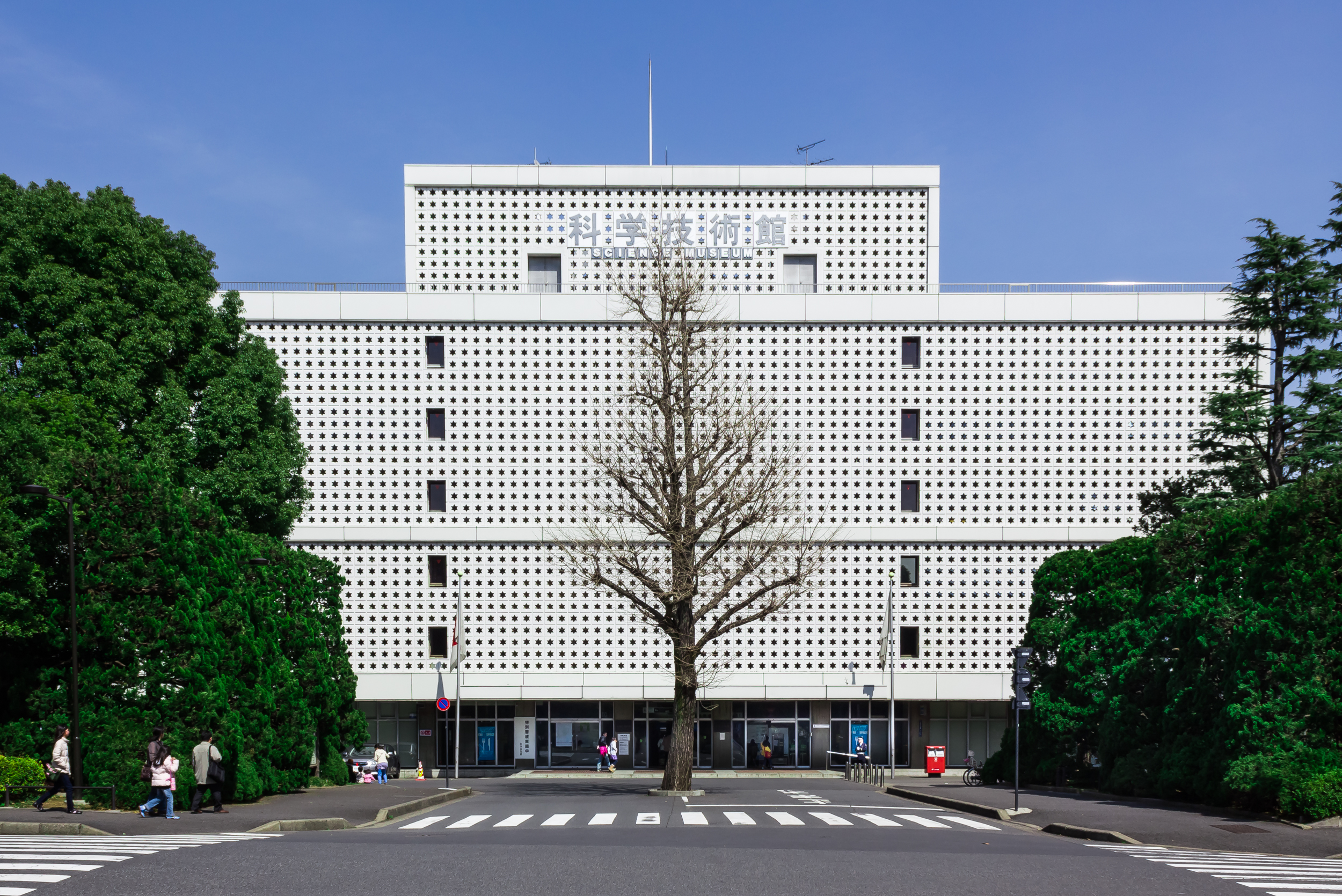
科學技術館

科學技術館（日语：かがくぎじゅつかん、Science Museum, Tokyo）是位於日本東京都千代田區北之丸公園內的一座博物館。由公益財團法人日本科學技術振興財團管理運營。科學技術館在1960年正式決定興建，並在1964年竣工及正式開館。

## 外部連結
- 官方网站
- YouTube上的科學技術館頻道